# الفروخية
الفروخية قرية تتبع ناحية العنازة في منطقة بانياس التابعة لمحافظة طرطوس.